# Kalkmüthel
Kalkmüthel, auch nur Müthel oder Kalkmittel, war ein Volumenmaß in Österreich und wurde nur für Baukalk verwendet. Grundlage war ein konischer hohler Zylinder ohne Boden, der als Kalkmüthel bezeichnet wurde und Namensgeber für das Maß war. Alle zwei Jahre war die Eichung vorgeschrieben und galt als Verkaufsmaß. Verschiedene Verordnungen bestimmten die Größe: 21. März 1755 und 29. August 1772. Die Verordnung von 1755 schrieb diese Abmessungen für innen vor: unten 19 ½ Zoll, oben 22 ½ Zoll und 23 1/3 Zoll hoch, Das Maß wurde gehäuft genutzt und durfte halbiert, geviertelt und geachtelt werden.
Das Maß war ab 1. Januar 1859, wie auch der Kohlenstübich, in den Kronländern, Ausnahme Militärgrenze, verbindlich. Dadurch setzte die Verordnung des k. k. Handelsministerium am 20. Januar 1858 das allerhöchste Einführungspatent der besonderen Kohlen- und Kalkmaße vom 23. September 1780 außer Kraft.
- Wien: 1 Kalkmüthel = 2 ½ Metzen (Wiener) = 4,7678 Kubikfuß (Wiener) = 153,486 Liter[5] (auch 7750,051 Pariser Kubikzoll = 153,749 Liter[6] = 7750 4/5 Pariser Kubikzoll = 153 ¾ Liter[7] = 153,717 Liter[8])
- 30 Müthel = 1 Muid/Muth[9]
- 1 Kubikfuß (Wiener) = 0,51358 Metzen = 0,20543 Kalkmüthel/Kalkmittel[10]